# Burgstall Lengenfeld
Der gänzlich abgegangene Burgstall Lengenfeld lag im gleichnamigen Ortsteil der Oberpfälzer Stadt Tirschenreuth im Landkreis Tirschenreuth.

## Geschichte
Urkundlich erwähnt wird dieser Ort erstmals 1135 als Lengeuelt; vermutlich ist er eine Diepoldinger Gründung. Der Dieplodinger Ministeriale Gottfried von Wetterfeld hat Lengenfeld im Auftrag seines Herren Diepold III. an das Kloster Reichenbach übergeben, blieb aber Verwalter des Ortes. 1171 wird in einer Schenkungsurkunde der Herren von Albinesberg an das Kloster Admont ein Bruno de Lengenvelt neben einem Wernhart de Vohebruch genannt. 1182 verzichtet Gottfried von Wetterfeld auf sein Lehen zu Lengenfeld. 1279 wird wieder ein Ortsadel genannt, und zwar tritt ein wilhay de lengenuelt als Urkundenzeuge des Ritters Ulrich von Neustadt auf. Weitere Familienmitglieder werden im bayerischen Herzogsurbar von 1285 genannt (Heinr. Lengenuelder, Ch. Lengenuelder). 1322 befinden sich Heinrich Conrad und Wolfhardi de Lengenvelt in einer Fehde mit dem Kloster Waldsassen. Die Landgrafen von Leuchtenberg zwingen aber die Lengenfelder zum Verkauf ihrer Güter um Lengenfeld und Rothenbürg an das Kloster Waldsassen. Die Lengenfelder bleiben nach dem Verkauf ihrer Stammburg weiterhin in diesem Gebiet präsent, z. B. 1351 als Lehensinhaber der Burg Schönficht. Das Kloster bestellt 1337 Otto Frawenberger von der Reut als Vogt für Lengenfeld, der die Klosterleute zu Lengenvelt und zu der Rotenpuerge vermutlich vor befürchteten Übergriffen der Lengenfelder schützen soll. Gertraud von Gleißenthal zu Plößberg bekommt Lengfeld 1354 als Leibgeding.

## Lokalisierung
Der Burgstall liegt 950 m südwestlich von Tröglersreut auf einem bewaldeten Sporn des Lindenbühls oberhalb von vier Teichen, die zum Frombach gehören. Dieser Sporn heißt im Volksmund „Schlossberg“. Der Kernburg ist im Norden und Nordosten ein 2 m hoher Wall vorgelagert, der das Burgareal von dem Sporn abtrennt. Auf der Innenseite des Walls ist ein bis zu 3 m tiefer Graben von 25 m Länge. Der rezente Waldweg durchschneidet den Wall und überquert den Graben auf einem aufgeschütteten Erddamm. Die ursprüngliche Toranlage ist dort zu vermuten, wo der Waldweg das Plateau der Burganlage erreicht. In der Nordostecke befindet sich ein rechteckiger 2 bis 3 m hoher Felsklotz, der sogenannte „Teufelsstein“, an dessen Rändern sich Ausbuchtungen befinden, die eventuell Pfostenlöcher waren. Auch das Dorf soll sich im Mittelalter hier befunden haben.